# Florence Iweta
Florence Iweta (29 de março de 1983) é uma ex-futebolista nigeriana que atuava como defensora.

## Carreira
Florence Iweta integrou o elenco da Seleção Nigeriana de Futebol Feminino, nas Olimpíadas de 2000. 